# Giro di Svizzera 1983
Il Giro di Svizzera 1983, quarantasettesima edizione della corsa, si svolse dal 14 al 24 giugno su un percorso di 1 808 km ripartiti in 10 tappe (la quinta suddivisa in due semitappe ciascuna) e un cronoprologo, con partenza a Seuzach e arrivo a Zurigo. Fu vinto dall'irlandese Sean Kelly della Sem-France Loire-Mavic davanti all'olandese Peter Winnen e allo svizzero Jean-Marie Grezet.

## Tappe
| Tappa  | Data      | Percorso                                  | km   | Vincitore di tappa | Leader cl. generale |
| ------ | --------- | ----------------------------------------- | ---- | ------------------ | ------------------- |
| Prol.  | 14 giugno | Seuzach > Seuzach (cron. individuale)     | 9    | Daniel Gisiger     | Daniel Gisiger      |
| 1ª     | 15 giugno | Seuzach > Schinznach-Bad                  | 173  | Frank Hoste        | Daniel Gisiger      |
| 2ª     | 16 giugno | Schinznach-Bad > Meilen                   | 209  | Frank Hoste        | Daniel Gisiger      |
| 3ª     | 17 giugno | Meilen > Altstätten                       | 153  | Sean Kelly         | Daniel Gisiger      |
| 4ª     | 18 giugno | Altstätten > Davos                        | 232  | Peter Winnen       | Peter Winnen        |
| 5ª-1ª  | 19 giugno | Davos > Sargans                           | 64   | Urs Freuler        | Peter Winnen        |
| 5ª-2ª  | 19 giugno | Sargans > Flumserberg (cron. individuale) | 19   | Sean Kelly         | Roberto Visentini   |
| 6ª     | 20 giugno | Sargans > Bellinzona                      | 177  | Erich Mächler      | Sean Kelly          |
| 7ª     | 21 giugno | Bellinzona > Unterbäch                    | 219  | Hubert Seiz        | Sean Kelly          |
| 8ª     | 22 giugno | Unterbäch > Ginevra                       | 206  | Frank Hoste        | Sean Kelly          |
| 9ª     | 23 giugno | Ginevra > Brügg                           | 181  | Eric Dall'Armelina | Sean Kelly          |
| 10ª    | 24 giugno | Brugg > Zurigo                            | 166  | Urs Freuler        | Sean Kelly          |
| Totale | Totale    | Totale                                    | 1808 |                    |                     |

## Dettagli delle tappe

### Prologo
- 14 giugno: Seuzach > Seuzach (cron. individuale) – 9 km

| Pos. | Corridore         | Squadra  | Tempo  |
| ---- | ----------------- | -------- | ------ |
| 1    | Daniel Gisiger    | Malvor   | 11'49" |
| 2    | Roberto Visentini | Inoxpran | s.t.   |
| 3    | Sean Kelly        | Sem      | a 4"   |

| Pos. | Corridore         | Squadra  | Tempo  |
| ---- | ----------------- | -------- | ------ |
| 1    | Daniel Gisiger    | Malvor   | 11'49" |
| 2    | Roberto Visentini | Inoxpran | s.t.   |
| 3    | Sean Kelly        | Sem      | a 4"   |

### 1ª tappa
- 15 giugno: Seuzach > Schinznach-Bad – 173 km

| Pos. | Corridore     | Squadra     | Tempo    |
| ---- | ------------- | ----------- | -------- |
| 1    | Frank Hoste   | Europ Decor | 4h58'39" |
| 2    | Greg LeMond   | Renault-Elf | s.t.     |
| 3    | Stefan Mutter | Eorotex     | s.t.     |

| Pos. | Corridore         | Squadra  | Tempo    |
| ---- | ----------------- | -------- | -------- |
| 1    | Daniel Gisiger    | Malvor   | 5h10'27" |
| 2    | Roberto Visentini | Inoxpran | a 1"     |
| 3    | Sean Kelly        | Sem      | a 4"     |

### 2ª tappa
- 16 giugno: Schinznach-Bad > Meilen – 209 km

| Pos. | Corridore     | Squadra     | Tempo    |
| ---- | ------------- | ----------- | -------- |
| 1    | Frank Hoste   | Europ Decor | 5h23'50" |
| 2    | Gilbert Glaus | Cilo-Aufina | s.t.     |
| 3    | Sean Kelly    | Sem         | s.t.     |

| Pos. | Corridore         | Squadra  | Tempo     |
| ---- | ----------------- | -------- | --------- |
| 1    | Daniel Gisiger    | Malvor   | 10h34'18" |
| 2    | Roberto Visentini | Inoxpran | a 1"      |
| 3    | Sean Kelly        | Sem      | a 5"      |

### 3ª tappa
- 17 giugno: Meilen > Altstätten – 153 km

| Pos. | Corridore       | Squadra     | Tempo    |
| ---- | --------------- | ----------- | -------- |
| 1    | Sean Kelly      | Sem         | 4h03'51" |
| 2    | Greg LeMond     | Renault-Elf | s.t.     |
| 3    | Acácio da Silva | Eorotex     | s.t.     |

| Pos. | Corridore         | Squadra  | Tempo     |
| ---- | ----------------- | -------- | --------- |
| 1    | Daniel Gisiger    | Malvor   | 14h38'09" |
| 2    | Roberto Visentini | Inoxpran | a 1"      |
| 3    | Sean Kelly        | Sem      | a 5"      |

### 4ª tappa
- 18 giugno: Altstätten > Davos – 232 km

| Pos. | Corridore       | Squadra     | Tempo    |
| ---- | --------------- | ----------- | -------- |
| 1    | Peter Winnen    | TI-Raleigh  | 6h53'38" |
| 2    | Jostein Wilmann | Eorotex     | s.t.     |
| 3    | Greg LeMond     | Renault-Elf | a 39"    |

| Pos. | Corridore    | Squadra    | Tempo     |
| ---- | ------------ | ---------- | --------- |
| 1    | Peter Winnen | TI-Raleigh | 21h32'23" |

### 5ª tappa - 1ª semitappa
- 19 giugno: Davos > Sargans – 64 km

| Pos. | Corridore       | Squadra     | Tempo    |
| ---- | --------------- | ----------- | -------- |
| 1    | Urs Freuler     | Atala       | 1h23'34" |
| 2    | Frank Hoste     | Europ Decor | a 5"     |
| 3    | Acácio da Silva | Eorotex     | s.t.     |

| Pos. | Corridore    | Squadra    | Tempo     |
| ---- | ------------ | ---------- | --------- |
| 1    | Peter Winnen | TI-Raleigh | 22h55'57" |

### 5ª tappa - 2ª semitappa
- 19 giugno: Sargans > Flumserberg (cron. individuale) – 19 km

| Pos. | Corridore         | Squadra  | Tempo  |
| ---- | ----------------- | -------- | ------ |
| 1    | Sean Kelly        | Sem      | 39'13" |
| 2    | Roberto Visentini | Inoxpran | a 2"   |
| 3    | Mario Beccia      | Malvor   | a 40"  |

| Pos. | Corridore         | Squadra    | Tempo     |
| ---- | ----------------- | ---------- | --------- |
| 1    | Roberto Visentini | Inoxpran   | 23h35'21" |
| 2    | Sean Kelly        | Sem        | a 2"      |
| 3    | Peter Winnen      | TI-Raleigh | a 51"     |

### 6ª tappa
- 20 giugno: Sargans > Bellinzona – 177 km

| Pos. | Corridore       | Squadra     | Tempo    |
| ---- | --------------- | ----------- | -------- |
| 1    | Erich Mächler   | Cilo-Aufina | 4h41'05" |
| 2    | Sean Kelly      | Sem         | a 6'58"  |
| 3    | Acácio da Silva | Eorotex     | a 7'01"  |

| Pos. | Corridore         | Squadra    | Tempo     |
| ---- | ----------------- | ---------- | --------- |
| 1    | Sean Kelly        | Sem        | 28h23'26" |
| 2    | Roberto Visentini | Inoxpran   | a 5"      |
| 3    | Peter Winnen      | TI-Raleigh | a 1'18"   |

### 7ª tappa
- 21 giugno: Bellinzona > Unterbäch – 219 km

| Pos. | Corridore     | Squadra     | Tempo    |
| ---- | ------------- | ----------- | -------- |
| 1    | Hubert Seiz   | Cilo-Aufina | 6h29'44" |
| 2    | Stefan Mutter | Eorotex     | a 1'29"  |
| 3    | Greg LeMond   | Renault-Elf | s.t.     |

| Pos. | Corridore         | Squadra    | Tempo     |
| ---- | ----------------- | ---------- | --------- |
| 1    | Sean Kelly        | Sem        | 34h54'39" |
| 2    | Roberto Visentini | Inoxpran   | a 1'08"   |
| 3    | Peter Winnen      | TI-Raleigh | a 1'18"   |

### 8ª tappa
- 22 giugno: Unterbäch > Ginevra – 206 km

| Pos. | Corridore      | Squadra     | Tempo    |
| ---- | -------------- | ----------- | -------- |
| 1    | Frank Hoste    | Europ Decor | 4h44'57" |
| 2    | Sean Kelly     | Sem         | s.t.     |
| 3    | Johan Lammerts | TI-Raleigh  | s.t.     |

| Pos. | Corridore         | Squadra    | Tempo     |
| ---- | ----------------- | ---------- | --------- |
| 1    | Sean Kelly        | Sem        | 39h39'36" |
| 2    | Roberto Visentini | Inoxpran   | a 1'08"   |
| 3    | Peter Winnen      | TI-Raleigh | a 1'18"   |

### 9ª tappa
- 23 giugno: Ginevra > Brügg – 181 km

| Pos. | Corridore          | Squadra | Tempo    |
| ---- | ------------------ | ------- | -------- |
| 1    | Eric Dall'Armelina | Sem     | 4h25'42" |
| 2    | Daniel Gisiger     | Malvor  | a 44"    |
| 3    | Acácio da Silva    | Eorotex | a 2'39"  |

| Pos. | Corridore         | Squadra    | Tempo     |
| ---- | ----------------- | ---------- | --------- |
| 1    | Sean Kelly        | Sem        | 44h07'57" |
| 2    | Peter Winnen      | TI-Raleigh | a 1'18"   |
| 3    | Jean-Marie Grezet | Sem        | a 1'19"   |

### 10ª tappa
- 24 giugno: Brugg > Zurigo – 166 km

| Pos. | Corridore    | Squadra | Tempo    |
| ---- | ------------ | ------- | -------- |
| 1    | Urs Freuler  | Atala   | 4h23'16" |
| 2    | Max Hürzeler |         | s.t.     |
| 3    |              |         |          |

| Pos. | Corridore         | Squadra    | Tempo     |
| ---- | ----------------- | ---------- | --------- |
| 1    | Sean Kelly        | Sem        | 48h31'13" |
| 2    | Peter Winnen      | TI-Raleigh | a 1'18"   |
| 3    | Jean-Marie Grezet | Sem        | a 1'19"   |

## Classifiche finali

### Classifica generale
| Pos. | Corridore         | Squadra     | Tempo     |
| ---- | ----------------- | ----------- | --------- |
| 1    | Sean Kelly        | Sem         | 48h31'13" |
| 2    | Peter Winnen      | TI-Raleigh  | a 1'18"   |
| 3    | Jean-Marie Grezet | Sem         | a 1'19"   |
| 4    | Greg LeMond       | Renault-Elf | a 1'38"   |
| 5    | Stefan Mutter     | Eorotex     | a 1'46"   |
| 6    | Mario Beccia      | Malvor      | a 1'48"   |
| 7    | Jostein Wilmann   | Eorotex     | a 2'21"   |
| 8    | Acácio da Silva   | Eorotex     | a 2'50"   |
| 9    | Paul Wellens      | Eorotex     | a 2'54"   |
| 10   | Beat Breu         | Cilo-Aufina | a 3'01"   |